# Cuisine du Jiangsu

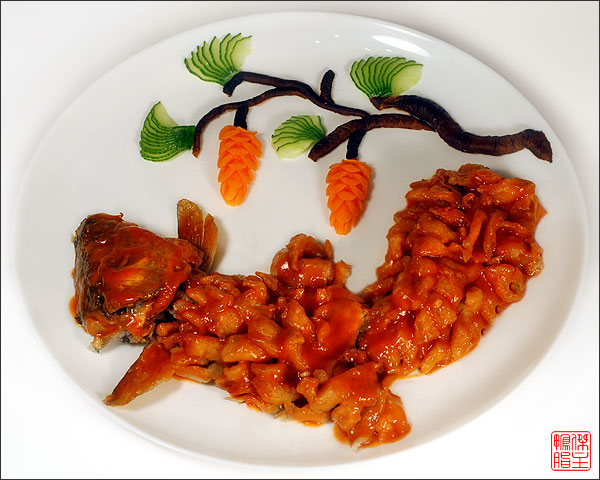
Poisson mandarin en forme d’écureuil.

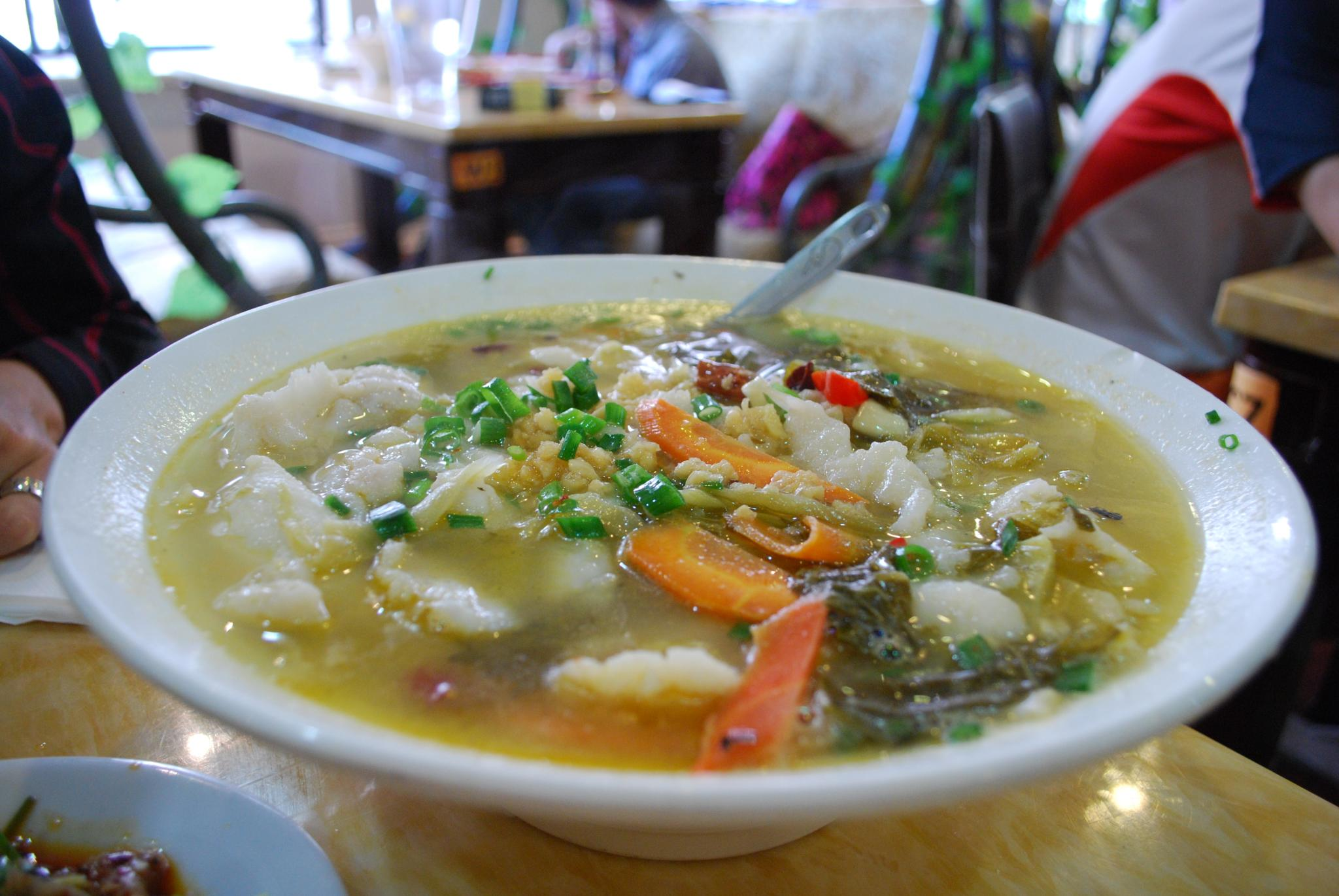
Poisson et feuilles de moutarde en saumure.

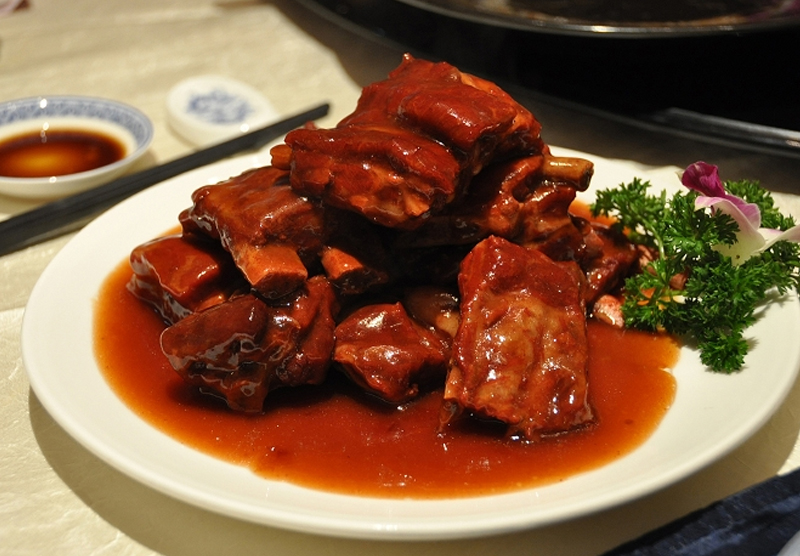
Travers de porc style Wuxi.

La cuisine du Jiāngsū appelée en Chine sucai (chinois : 苏菜 ; pinyin : sūcài) est la cuisine de la province côtière du Jiangsu, qui entoure Shanghai et est située au sud du Shandong et au nord du Zhejiang. C’est une province de plaines disposant de nombreux cours d'eau. Le chef-lieu est Nankin. La partie du sud, autour de la ville de Suzhou, est très prospère, bénéficiant de la proximité de Shanghai. Le climat y est relativement tempéré et le sol fertile.
La cuisine du Jiangsu (appelée parfois cuisine de Huaiyang (淮扬菜, huáiyáng cài) est une des huit grandes cuisines régionales de la Chine, groupées parfois en quatre familles, connue sous le nom de su (苏菜, sū cài). La texture de cette cuisine est souvent caractérisée comme molle, ce qui ne veut pas dire en bouillie ; par exemple, la viande ne se sépare pas des os mais presque. D'autres caractéristiques sont une sélection stricte des ingrédients selon les saisons, l’insistance sur l’accord entre les couleurs et les formes, l’utilisation de la soupe pour souligner la saveur des plats, et une attention particulière à la façon dont sont coupés les ingrédients.
La cuisine du Jiangsu consiste en plusieurs styles, souvent associés à une ville importante, parmi lesquelles il y a les cuisines de : 
- Nankin : les plats ont une saveur équilibrée en accord avec la couleur, et utilisent les poissons de rivière, les crevettes et le canard ;
- Suzhou : la sélection des ingrédients est rigoureuse, le goût est plus prononcé que dans la cuisine de Nankin avec une tendance plus douce que dans les autres styles ;
- Wuxi : renommée pour les différents types de soupes de riz, appelées congee.

## Plats représentatifs
- Raviolis de crabe en soupe (蟹黄汤包, xiè huáng tāng bāo)
- Raviolis frits (鲜肉锅贴, xiānròu guōtiē)
- Raviolis à la vapeur (蒸饺, zhēngjiǎo)
- Riz frit style Yangzhou (扬州炒饭, yángzhōu chǎofàn), s'appelle le riz cantonais en France
- Petits pains farcis avec des légumes sauvages et cuits à la vapeur (野菜包子, yěcài bāozǐ)
- Bouillie aux œufs de cent ans et au porc (皮蛋瘦肉粥, pídàn shòuròu zhōu)
- Poulet à la pastèque (西瓜鸡, xīguā jī)
- Anguille croustillante (酥脆鳗鱼, sūcuì mányú)
- Poisson mandarin en forme d’écureuil (松鼠桂鱼, sōngshǔ guìyú)
- Chou et poisson en pot-au-feu (酸菜鱼, suāncài yú)
- Porc en forme de tête de lion (狮子头, shīzitóu)
- Boulettes de porc et crevettes (虾子饺面, xiāzǐ jiǎomiàn)
- Tranches de porc gras (厚皮香猪, hòupí xiāngzhū)
- Travers de porc style Wuxi (無錫排骨, wúxī páigǔ)
- Gâteau mille-feuille (千层糕, qiāncéng gāo)

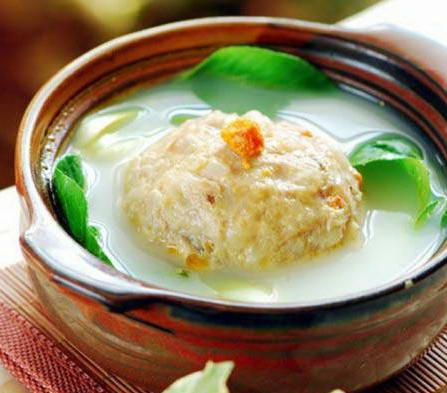
Tête de lion (狮子头, shīzitóu).
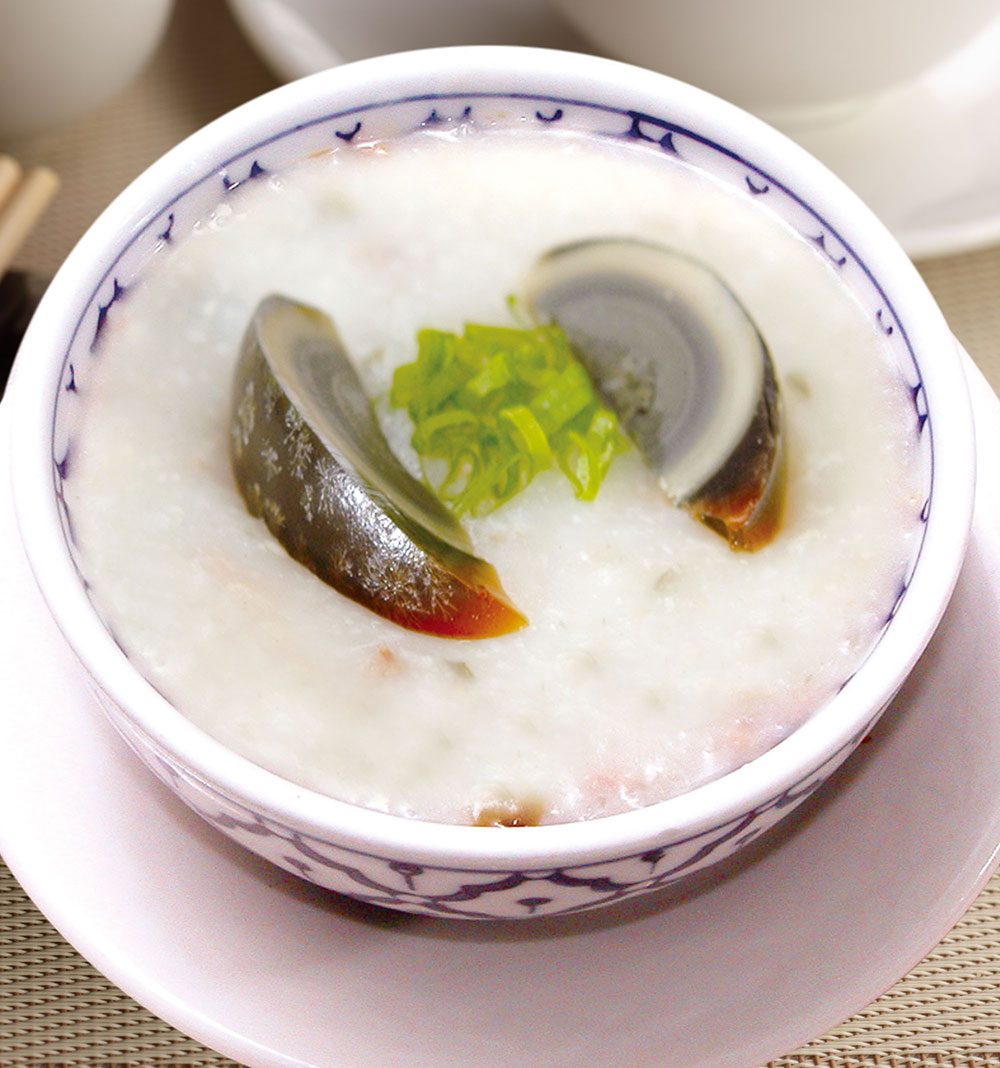
Bouillie d’œufs de cane et porc (皮蛋瘦肉粥, pídàn shòuròu zhōu).
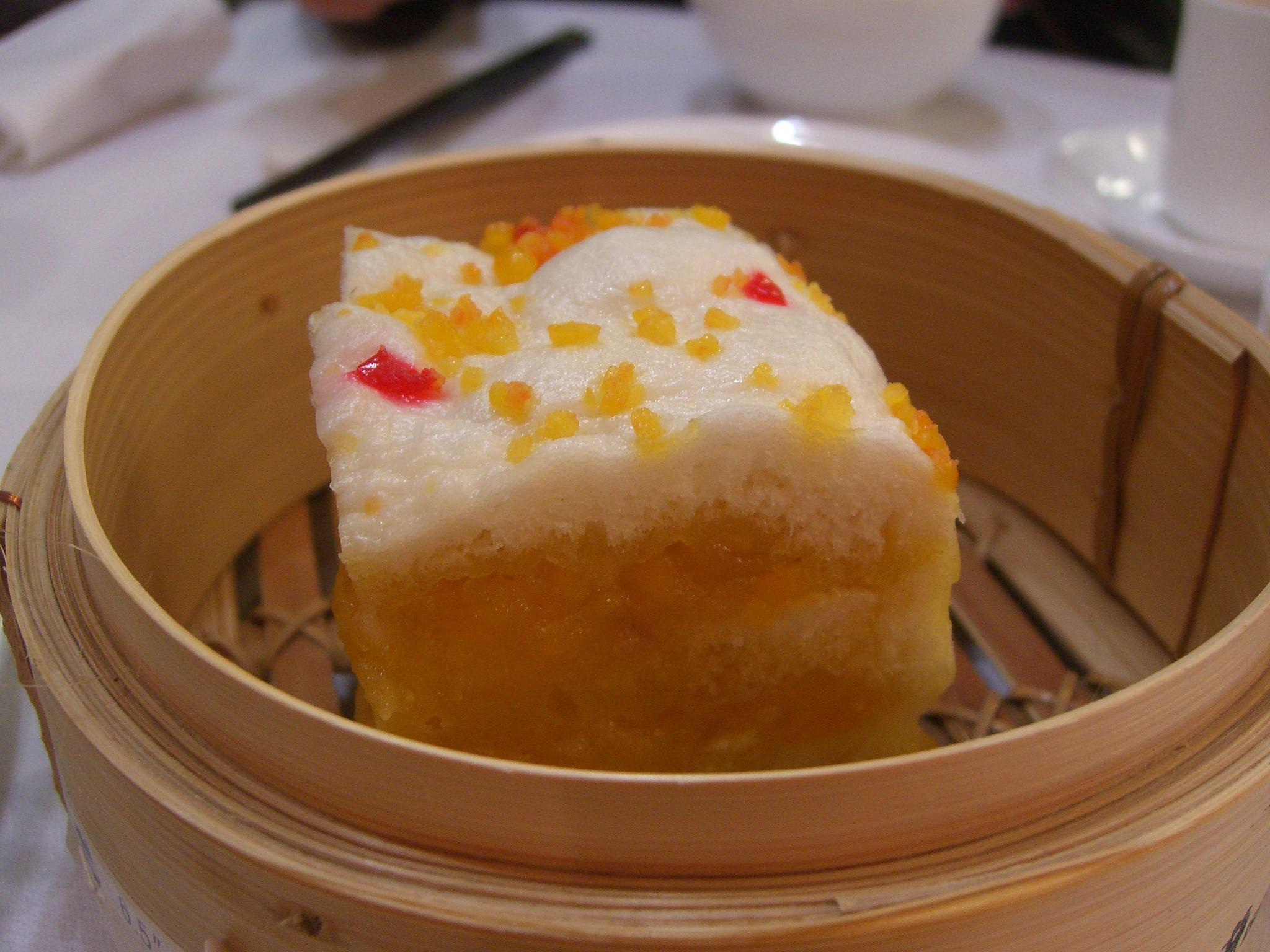
Gâteau mille-couches (千层糕, qiāncéng gāo).